# Linz Linien
Linz Linien GmbH – przewoźnik w Linzu obsługujący 12 linii autobusowych, 4 linie trolejbusowe i 3 linie tramwajowe. Właścicielem jest Linz AG.